# Насильство проти дітей
Насильство над дітьми або жорстоке поводження з дітьми (англ. Child abuse or Child maltreatment) — фізичне, психологічне, сексуальне насильство або відсутність виховання та піклування над дітьми батьками, особами-опікунами чи сторонніми людьми, які займаються доглядом за дітьми. Насильство над дітьми може включати в себе будь-яку дію насильницького характеру, нехтування, зловживання або нездатність, небажання чи невміння виховання і турботи за дітьми від батьків чи інших осіб, що призводить до фактичної або потенційної шкоди дитині. Може мати місце в сім'ї, місці проживання дитини, на вулиці або в організаціях, школах чи громадах, з якими дитина взаємодіє.
Терміни «насильство над дітьми» та «жорстоке поводження з дітьми» часто використовуються взаємозамінно, хоча окремі дослідники розрізняють їх, розглядаючи проблему жорстокого поводження з дітьми як загальний термін, що покриває також нехтування, експлуатацію та торгівлю людьми. Різні юрисдикції розробили власні визначення того, що являє собою жорстоке поводження з дітьми з метою виправлення ситуації, вилучення дітей з їхніх сімей в разі систематичності проблеми або кримінального обвинувачення.
Згідно ВООЗ, насильство над дітьми є глобальною проблемою з серйозними довічними наслідками. За статистикою, чверть усіх дорослих зазнали фізичного насильства в дитинстві. Кожна п'ята жінка та 1 із 13 чоловіків повідомляли про сексуальне насилля в дитинстві. Наслідки жорстокого поводження з дітьми включають порушення фізичного та психічного здоров'я протягом усього життя, а соціальні та професійні результати можуть врешті-решт уповільнити економічний та соціальний розвиток країни.
Щорічно спостерігається понад 41 000 смертей дітей до 15 років. Ця цифра не показує справжній ступінь проблеми, оскільки значна частина смертей через жорстоке поводження з дітьми неправильно трактується до падінь, опіків, утоплення та інших причин.

## Види насильства

### Фізичне насильство
Фізичне насильство — нанесення дитині батьками чи особами, що їх заміняють, вихователями чи іншими особами фізичних травм, різних тілесних ушкоджень, що завдають збиток здоров'ю дитини, порушують її розвиток або й позбавляють життя. Ці дії можуть здійснюватися у формі побиття, катування, штовхань, у вигляді ударів, ляпасів, припікання гарячими предметами, рідинами, запаленими цигарками, у вигляді укусів та використання різноманітних предметів як знаряддя насильства. Необхідно усвідомлювати, що фізичне насильство — це фізичний напад (катування), воно майже завжди супроводжується словесними образами і психічною травмою. У деяких родинах як дисциплінарну міру використовують різні види фізичного покарання — від потиличників та ляпасів до побиття ременем чи сторонніми предметами.
Часто межа між тілесними покараннями та фізичним насильством розмита. Культурні норми, що визначають фізичне насильство, сильно різняться: як серед фахівців, так і серед громадськості немає єдиної думки про те, які саме дії вважати фізичним насильством. Деякі фахівці вважають, що культурні норми, що допускають тілесні покарання, є однією з причин насильства над дітьми, і організовують кампанії за зміну цих норм.
Фізичне насильство включає також залучення дитини до вживання наркотиків, алкоголю, пропонування їй отруйних засобів чи медичних препаратів, що викликають одурманення (наприклад, снодійних, не прописаних лікарем). А також спроби удушення чи втоплення дитини, в тому числі новонародженої, через небажану вагітність матері або емоційний та післяродовий стрес.

#### Шльопання дітей
Згідно з даними UNICEF близько 80% дітей у всьому світі шльопають або фізично карають іншим чином їхні батьки. Багато дорослих вважають, шльопання легкою і найбільш «безболісною» формою фізичного покарання. 81% американців вважають, що шльопання є прийнятним способом покаранням, попри те, що десятирічні дослідження доводять, що це неефективно та шкідливо.
Зокрема, дослідження, яке проведене під егідою Національного інституту психічного здоров’я США показує, що навіть легкі тілесні покарання дитини, в тому числі шльопання,  впливають на мозок цієї дитини так само, як і жорстоке поводження або сексуальні домагання. Вчені виявили, що є прямий зв’язок між пережитим в дитинстві насильством та розвитком тривожності, депресії та наркозалежності у дорослому віці.
Дослідження, яке було опубліковане в журналі Journal of Family Psychology показало метааналіз інформації про понад 160 тис. дітей, до яких було застосовано шльопання з боку дорослих. Про наслідок такого фізичного "виховання" заявила пара вчених із США, Елізабет Гершофф  з Університету Техас в Остіні, та Ендрю Ґроґан Кейлор з Університету Мічігану: шльопання дітей немає жодного виховного ефекту, проте має стосунок до низького рівня засвоєння морально-етичних норм, розвитку агресивності, асоціальної поведінки, перенесення внутрішніх проблем на довкілля (externalizing behavior) і перенесення зовнішніх проблем усередину (internalizing behavior), проблем із психічним здоров’ям, негативних стосунків дитини з батьками, порушення когнітивних здібностей та низької самооцінки. Найбільший наслідок шльопання має на такий наслідок як подальше фізичне насильство (physical abuse): що більше дітей шльопають, то більшим є той ризик, що надалі батьки застосують до них фізичне насильство.
По суті, шльопання – це применшення та нормалізація насильства над дитиною, що є передумовою для виникнення фізичного насильства.
Згідно з українським законодавством забороняються фізичні покарання дитини батьками, а також застосування ними інших видів покарань, які принижують людську гідність дитини згідно зі статтею 150 Сімейного кодексу України.

### Психологічне насильство
Психологічне (психічне, емоційне) насильство — постійна, систематична чи періодична словесна образа дитини; погрози, приниження її людського достоїнства з боку батьків, опікунів, учителів, вихователів, сторонніх людей; демонстрація нелюбові, ворожості до дитини; обвинувачення її в тому, у чому вона не винна. До цього виду насильства належать також постійна неправда, обман дитини у результаті чого вона втрачає довіру до дорослого, а також ситуації, коли вимоги до дитини не відповідають її віковим можливостям.
Психологічне насильство визначається як одноразовий або систематичний вплив на дитину, вороже або байдуже ставлення до неї, що приводить до зниження самооцінки, втрати віри в себе, формування патологічних рис характеру, що викликає порушення соціалізації; може призводити до формування хворобливої прив'язаності чи прихильності, схильності жертв звинувачувати себе в скоєному щодо них насильстві, вивченої безпорадності і надмірно пасивній поведінці. До цього виду насильства відносяться, зокрема, гучний крик на дитину, грубе та образливе поводження, неувага, різка критика, обзивання, висміювання, приниження, погрози, знищення особистих речей дитини, тортури або вбивство домашньої тварини. Реакція дітей на психологічне насильство може виражатися в дистанціюванні від насильника, інтеріоризації образливих оцінок або опору шляхом образи насильника.

### Сексуальне насильство
Дитяче сексуальне насильство — це будь-який контакт або взаємодія між дитиною і людиною старшою за нього віком, в якому дитина сексуально розбещується, стимулюється або використовується для сексуальної стимуляції.
Сексуальна спокуса — використання дитини (хлопчика чи дівчинки) дорослою людиною чи іншою дитиною для задоволення сексуальних потреб або отримання вигоди.
Це може бути:
- Зґвалтування природним або неприродним чином;
- Орально-генітальні ласки як дитини, так і дитиною;
- Використання дитини для сексуальної стимуляції дорослого;
- Сексуальна експлуатація для виготовлення дитячої порнографії або роботи в проституції;
- Розбещення — залучення до спостереження за статевим актом, перегляду порнографії, відправлення текстових повідомлень сексуального характеру;
- Демонстрація статевих органів, у тому числі, коли мама проходить у ванну без одягу або ж дорослий відправляє дитині оголені фото/відео;
- Еротизована ласка і турбота; як варіанти елементи такої турботи: поцілунки з дитиною у губи або коли батьки миють досить дорослих дітей чи сплять з ними в одному ліжку;

Згідно з різними дослідженнями, в середньому до 80 % випадків насильства здійснюють добре відомі дитині дорослі, з них близько 40 % — дуже близькі до дитини родичі чи батьки. Про 90 % злочинів ніколи не повідомляють в поліцію. Причини мовчання найрізноманітніші: страх та/або сором дитини; недовіра батьків до слів дитини; страх дитини втратити близького дорослого, який дає увагу, турботу і часто подарунки; небажання мами відмовлятися від стосунків із чоловіком; залежність сім'ї від педофіла (наприклад, батька та чоловіка).

### Нехтування
Відсутність турботи або нехтування потребами дітьми, недбальство — це нехтування основними потребами дитини (в їжі, одязі, житлі, медичній допомозі або нагляду) з боку батьків або інших причетних людей, що несе відповідальність за дитину, в результаті чого здоров'я, безпека та благополуччя дитини виявляються під загрозою. До ознаками відсутності піклування відноситься постійне невідвідування дитиною школи, жебрацтво, крадіжки дитиною грошей або їжі, брудна шкіра або одяг, відсутність сезонного одягу. Зневага інтересами і потребами дитини (нехтування) — відсутність належного забезпечення основних потреб дитини в їжі, одязі, житлі, вихованні, медичній допомозі з боку батьків чи осіб, їх що заміняють, у силу об'єктивних причин (бідність, психічні хвороби, недосвідченість) і без таких. Типовим прикладом зневажливого ставлення до дітей є залишення їх без догляду, що часто призводить до нещасних випадків, отруєнь та інших небезпечних для життя і здоров'я дитини наслідків.
Занедбані та недоглянуті діти можуть страждати затримками фізичного та психосоціального розвитку, що може стати причиною психопатологій та порушення нейропсихологічних функцій, в тому числі виконавчих функцій, уваги, мови, пам'яті та соціальних навичок. За даними досліджень, діти, які пережили відсутність турботи, як правило, згодом не сприймають дорослих як джерело безпеки і демонструють підвищену агресивність та гіперактивність, що може перешкодити формуванню здорової та міцної прихильності до рідних і прийомних батьків чи сторонніх людей в цілому. Адаптуючись до насильницького або нуважного батьківства або опікунства, такі діти стають настороженими і недовірливими; часто відзначають їх нещирість та схильність до маніпуляцій. Жертви відсутності піклування згодом можуть зазнавати труднощів при зав'язуванні та підтримці дружніх і романтичних стосунків в результаті нестачі прив'язаностей в дитинстві.

## Правове регулювання
Головними документами правового регулювання прав дітей, сімейних відносин та питання насильства над дітьми є Конституція України, Сімейний кодекс України та Кримінальний кодекс України, норми яких визначають та гарантують охорону і захист прав дітей у нашій державі.
У статті 52 Конституції вказано, що діти рівні у своїх правах незалежно від походження, а також від того, народжені вони у шлюбі чи поза ним. Будь-яке насильство над дитиною та її експлуатація переслідуються за законом.
Сімейний кодекс України визначає основні засади шлюбу, права та обов'язки батьків, дітей та інших членів сім'ї, а також окреслює правові наслідки щодо невиконання ними цих обов'язків та порушення прав. Основні обов'язки батьків щодо виховання дітей визначені у статті 150 даного кодексу. Відповідно до вимог цієї статті батьки, зокрема, зобов'язані піклуватися про здоров'я дитини, її фізичний, духовний та моральний розвиток, а також її поважати. Забороняються будь-які види експлуатації батьками своєї дитини, фізичні покарання, та застосування ними інших видів покарань, які принижують людську гідність дитини. Відповідно до норм сімейного законодавства сама дитина, у разі порушення її прав та інтересів, може звернутися за їх захистом до органу опіки та піклування, інших органів державної влади, органів місцевого самоврядування та громадських організацій, а у разі досягнення чотирнадцятиліття — безпосередньо до суду. Порушення прав та інтересів дитини та жорстоке поводження з нею, за сімейним законодавством може бути підставою для позбавлення батьківських прав (стаття 164 дає вичерпний перелік таких підстав). Слід зауважити, що коли судом при розгляді справ про позбавлення батьківських прав буде виявлено у діях батьків або одного з них ознаки злочину, правовідносини переходять з ініціативи суду у сферу кримінального законодавства.
Так, Кримінальним кодексом України визначаються види злочинів, які пов'язані із жорстоким поводженням з дітьми, зокрема, умисне вбивство дітей; доведення дітей до самогубства; нанесення тілесних ушкоджень; побої та мордування; катування; незаконне позбавлення волі або викрадення дитини тощо.
Основним міжнародним правовим документом спрямованим на подолання насильства над дітьми та призваним захищати їхні права є Конвенція ООН про права дитини, ратифікована Постановою Верховної Ради України 27 лютого 1991 року. Статтею 19 даної Конвенції передбачено, що держави-учасниці вживають всіх необхідних законодавчих, адміністративних, соціальних і просвітніх заходів з метою захисту дитини від усіх форм фізичного та психологічного насильства, образи чи зловживань, відсутності піклування чи недбалого і брутального поводження та експлуатації, включаючи сексуальні зловживання, з боку батьків, законних опікунів чи будь-якої іншої особи, яка турбується про дитину. Такі заходи захисту, у випадку необхідності, включають ефективні процедури для розроблення соціальних програм з метою надання необхідної підтримки дитині й особам, які турбуються про неї, а також здійснення інших форм запобігання, виявлення, повідомлення, передачі на розгляд, розслідування, лікування та інших заходів у зв'язку з випадками жорстокого поводження з дитиною, зазначеними вище, а також, у випадку необхідності, для порушення початку судової процедури.
Іншим важливим документом, який спрямований на подальший розвиток умов для захисту прав та інтересів дитини є Закон України «Про ратифікацію Європейської конвенції про здійснення прав дітей» (від 3 серпня 2006 р). Ратифікація Конвенції є свідченням про готовність України дотримуватись міжнародно-правових стандартів у сфері захисту прав дітей, зокрема дітей, що постраждали від насилля. Національне законодавство України також містить положення, які покликані захищати дитину від насильства в сім'ї та регламентують діяльність державних органів щодо попередження і припинення насильства в сім'ї. Також прийняття Постанови Кабінету Міністрів України «Про виконання на території України Конвенції про цивільно-правові аспекти міжнародного викрадення дітей» (від 10 липня 2006 р. № 952) дає можливість долучитися до міжнародно-правового механізму впорядкованого повернення дітей, яких незаконно вивозять або утримують за кордоном.
Правоохоронці та соціальні працівники назвали комунікаційну складову одним із способів захисту неповнолітніх. Дитині важливо не мовчати, адже розповідь друзям, сусідам або знайомим допоможе знайти рішення. У разі, якщо один із батьків завдає шкоди та завдає фізичного болю, варто повідомити про це. 

## Табу, що сприяють поширенню спіралі насильства
Проблемою сучасного суспільства є суспільне замовчування наявності випадків насильства над дітьми у сім'ях медиків, поліції та військових, що працюють у контролюючих органах, державних та приватних установах, що покликані здійснювати захист постраждалих від насильства, а також надавати медичну допомогу за зверненням постраждалих, що призводить до відсутності відповідальності згідно із чинним законодавством та вільному поширенню насильства в громаді. 
В Україні де домашнє насильство має тенденцію до збільшення кількості випадків, загалом проблема замовчування випадків домашнього насильства щодо дітей є актуальною. 
Згідно із прийнятим Верховною Радою Законом «Про внесення змін до Кодексу України про адміністративні правопорушення та інших законів України у зв'язку з ратифікацією Конвенції Ради Європи про запобігання насильству стосовно жінок i домашньому насильству та боротьбу з цими явищами» (№8329): Неповідомлення про вчинення домашнього насильства стосовно дитини поліцейським, освітянином, медиком або соцпрацівником передбачає штраф від 20 до 30 неоподатковуваних мінімумів доходів громадян (340-510 грн) або місяць виправних робіт з відрахуванням 20% заробітку.
На даний час на практиці недостатньо виконується рішення, яке передбачає, що під час розгляду справ про адміністративні правопорушення, пов’язаних із домашнім насильством, насильством за ознакою статі, суди вирішуватимуть питання про направлення осіб на проходження програми для кривдників з обов’язковим обґрунтуванням такого рішення у постанові про адміністративне правопорушення за цією категорією справ.